# Karl Korab

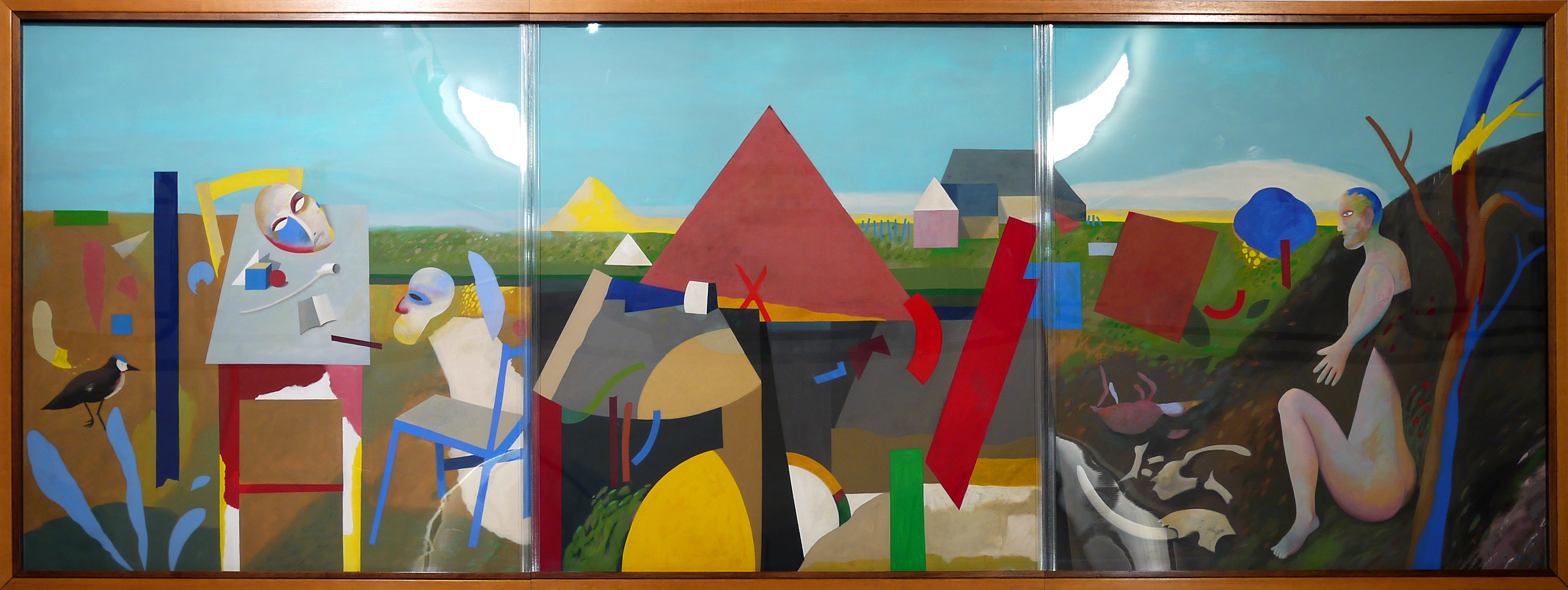
Gemälde in Block C1/C2 im Wohnpark Alterlaa

Karl Korab (* 26. April 1937 in Falkenstein in Niederösterreich) ist ein österreichischer bildender Künstler.

## Leben
Karl Korab wurde am 26. April 1937 als Sohn eines Weinviertler Försters geboren. Er besuchte das Gymnasium in Laa an der Thaya und das Gymnasium in Horn, sodann studierte er von 1957 bis 1964 an der Akademie der Bildenden Künste Wien bei Sergius Pauser. Ab 1960 veranstaltete er im In- und Ausland zahlreiche Ausstellungen beziehungsweise war er an diesen beteiligt.
Korab ist ein vielseitiger Künstler. Seine Werke entstehen als Ölbilder, Grafiken, Collagen, Siebdruck und Lithografie. Bislang schuf er hauptsächlich Stillleben und Landschaftsbilder, aber auch als Bühnenbildner war er tätig. Eine Anzahl seiner Bilder ist auf österreichischen Briefmarken zu sehen.
Karl Korab lebt und arbeitet in der niederösterreichischen Gemeinde Sonndorf. In der Umgebung dieses Ortes wie auch in der weiteren Übergangslandschaft vom Weinviertel zum Waldviertel findet er motivisch sein Hauptbetätigungsfeld. Er ist Vater von vier Söhnen.

## Preise un Ehrungen
Korab erhielt zahlreiche Preise und Würdigungen für seine Kunst, darunter den Kulturpreis des Landes Niederösterreich (1972), das Goldene Ehrenzeichen für Verdienste um das Bundesland Niederösterreich (1997) sowie das Große Ehrenzeichen für Verdienste um das Bundesland Niederösterreich (2012). Seine Werke befinden sich in öffentlichen und privaten Sammlungen des In- und Auslandes.

## Publikationen
- Karl Korab – Das graphische Werk. 16 Lithographien, davon 8 farbig. Edition Hartmann, München 1974, 100 Exemplare, jeweils von Korab eigenhändig signiert und nummeriert.
- KORAB. Mit Texten von Barbara Frischmuth und Helmut A. Gansterer, Verlag Holzhausen, Wien 1996.
- UNTERWEGS. Edition Gschwendter Blätter, Sonndorf 2004.
- Amt d. NÖ Landesreg., Abt. Kunst u. Kultur (Hg.): Karl Korab – Malerei aus Leidenschaft. Eine Werkmonografie. Verlag Bibliothek der Provinz, Weitra 2017, ISBN 978-3-99028-715-6.
- Helmuth Gradwohl, Rainer Gradwohl (Hg.): Karl Korab – Siebdrucke 1986–2018. Verlag Bibliothek der Provinz (artedition), Weitra 2019, ISBN 978-3-99028-882-5.
- Helmuth Gradwohl, Rainer Gradwohl (Hg.): Karl Korab – Ad Vinum. Die Kunst der Weinetikette. Mit Texten von Birgitta Kager und Alfred Komarek, Verlag Bibliothek der Provinz (artedition), Weitra 2022, ISBN 978-3-99126-147-6.

## Audio
- „Die Weite der Landschaft.“ – Karl Korab. Menschenbilder vom 29. Jänner 2012/19. Juni 2022.[2]